# Цистицеркоза
Цистицеркоза је ткивна инфекција чији је узрочник млада јединка (Cysticercus) свињске пантљичаре (Taenia solium). Код људи могу проћи године без икаквих симптома или се јаве само неки блажи симптоми, може доћи до настанка безболних чврстих испупчења на кожи и мишићима величине приближно један до два центиметра или се могу јавити неуролошки симптоми уколико је захваћен мозак. После више месеци или година ова испупчења постају болна и отечена, па се затим изгубе. У земљама у развоју ово је један од најчешћих узрочника епилептичких напада.
Обично се ова болест добија конзумирањем хране или воде која садржи јајашца пантљичаре. Главни извор је поврће које није термички обрађено. Јајашца пантљичаре потичу из измета особе која је инфицирана одраслим црвима, што је познато под називом тенијаза. Тенијаза је једна друга болест, која настаје услед уноса цисти конзумирањем свињетине која је недовољно термички обрађена. Код особа које живе са неким ко има пантљичару постоји већи ризик да ће добити цистицеркозу. Дијагноза се може поставити аспирацијом цисте. Сликање мозга путем компјутеризоване томографије (ЦТ) или магнетне резонанце (МР) је најкорисније за постављање дијагнозе болести у мозгу. Повећање броја белих крвних зрнаца која се зову еозинофили у цереброспиналној течности и крви такође се користи као индикатор.
Ефикасна превенција инфекције су лична хигијена и санитарне мере. То подразумева следеће: добра термичка обрада свињетине, прописни тоалети и побољшан приступ чистој води. Лечење оболелих од тенијазе је веома важно како би се спречило ширење болести. Можда неће бити потребно лечење код болести која не укључује нервни систем. За лечење оболелих од неуроцистицеркозе користе се лекови празиквантел или албендазол. Могуће је да ће бити потребна дуготрајна терапија. Можда ће током лечења бити потребни стероиди против упале и лекови против епилепсије . Понекад се цисте уклањају хируршким путем.
Свињска пантљичара је посебно честа у Азији, Подсахарској Африци и Латинској Америци. Верује се да је у неким подручјима захваћено око 25% људи. У развијеним земљама је врло ретка. До 2010. године широм света је изазвала око 1.200 смртних случајева, што је пораст са 700 у 1990. години. Цистицеркоза такође напада свиње и краве, међутим, ретко долази до испољавања симптома пошто многе животиње не живе довољно дуго. Током времена ова болест је почела да се јавља и код људи. Ово је једна од занемарених тропских болести.